# Lanškrounské rybníky
Lanškrounské rybníky este o arie protejată (arie specială de conservare — SAC, sit de importanță comunitară — SCI) din Republica Cehă întinsă pe o suprafață de 41,52 ha, integral pe uscat.

## Localizare
Centrul sitului Lanškrounské rybníky este situat la coordonatele 49°55′55″N 16°34′48″E / 49.931944°N 16.58°E.

## Înființare
Situl Lanškrounské rybníky a fost declarat sit de importanță comunitară în aprilie 2005 pentru a proteja un număr necunoscut de specii din flora spontană și fauna sălbatică aflate în arealul zonei. Situl a fost protejat și ca arie specială de conservare în octombrie 2016.

## Biodiversitate
Situată în ecoregiunea continentală, aria protejată conține 2 habitate naturale: Pajiști cu Molinia pe soluri calcaroase, turboase sau argilos-nămoloase (Molinion caeruleae), Păduri aluvionare cu Alnus glutinosa și Fraxinus excelsior (Alno-Padion, Alnion incanae, Salicion albae).
La baza desemnării sitului se află un număr nedeclarat de specii protejate.